# Матібулак
Матібула́к (каз. Мәтібұлақ) — село у складі Жамбильського району Алматинської області Казахстану. Адміністративний центр Матібулацького сільського округу.
До 1993 року село називалось Рославль».
Населення — 1408 осіб (2021; 1614 у 2009, 1795 у 1999, 2906 у 1989).